# Tuscia
Tuscia era la denominación atribuida a la Etruria meridional posterior al dominio etrusco.
El nombre designaba originalmente un territorio muy amplio, al que las vicisitudes históricas fueron repartiendo en tres áreas principales:
- La Tuscia Romana, correspondiente al Lacio septentrional con la antigua provincia pontificia del Patrimonio de San Pedro, corresponde hoy a la provincia de Viterbo y a Civitavecchia y su territorio.
- La Tuscia ducal, que incluye los territorios del Lacio (Rieti), anteriormente sujetos al ducado de Spoleto.
- La Tuscia real o Tuscia lombarda, la actual Toscana, comprende los territorios subordinados a los lombardos y que constituían entonces el ducado de Tuscia.

## Formación histórica
Tras la reconquista bizantina de Italia por Justiniano I durante las prolongadas y devastadoras Guerras Góticas de 535-552 que acabaron con el poder de los ostrogodos en Italia, los lombardos invadieron la península en el año 568 y pronto ocuparon la mayor parte del norte y los Apeninos centrales en torno a Spoleto y Benevento. El Imperio bizantino conservó el dominio de Génova, Rávena, Roma, el Lacio, Nápoles y el sur de la península (Catapanato de Italia).
En 592 la ciudad de Roma fue atacada por el rey lombardo Agilulfo. En vano se esperó la ayuda imperial; ni siquiera los soldados griegos de la guarnición recibieron su paga. Fue el papa Gregorio Magno quien debió negociar con los lombardos, logrando que levantaran el asedio a cambio de un tributo anual de 500 libras de oro (probablemente entregadas por la Iglesia de Roma). 
Así, Gregorio negoció una tregua y luego un acuerdo para delimitar la Tuscia Romana (la parte del ducado romano situada al norte del Tíber) y la Tuscia propiamente dicha (la futura Toscana), que a partir de entonces fue lombarda. Este acuerdo fue ratificado en 593 por el exarca de Rávena, representante del Imperio en Italia.

## Tuscia hoy
Hoy en día se identifica con el nombre de Tuscia a la provincia de Viterbo. En la misma ciudad de Viterbo está ubicada la Universidad de Tuscia (en italiano: Università degli Studi della Tuscia), fundada en 1979.
El nombre fue empleado para denominar al asteroide (14486) Tuscia.